# Фалієва (острів, Київ)
Острів Фалієва - невеликий піщаний острів на Дніпрі в Києві південніше острова Ольжин. Острів розташований в межах Голосіївського району. Географічні координати: 50.295373, 30.642568, площа 9,19 га.

## Формування
Його назва запропонована київськими природоохоронцями на честь Івана Фалієва, київського рибовода та природоохоронця. Походження цього острова точно не встановлене. Зважаючи на його висоту та картографічні матеріали вказаного часу, він імовірно є фрагментом лівобережного урочища Гатне. На мапах 1932 та 1934 рр. помітний найбільш південно-західний фрагмент тодішнього острова Гатне, який і міг дати початок сучасному острову Фалієва. Аналогічна ситуація спостерігається на мапі 1941 р. Вперше острів Фалієва помітний на схемах Києва 1989 та 1991 р. Імовірно, острів Фалієва виник внаслідок зміни руслових процесів нижче острова Ольжин. Це могло бути також викликане гідронамивом з району колишнього острова Гатне.

## Природа
Центральну частину достатньо-високого острова Фалієва наразі вкривають сухі луки та фрагменти осокоревого рідколісся. Узбережжя та затоки обрамляє прибережно-водна рослинність, а за нею смуга водної рослинності. 

## Охорона
Даний острів включено до зони регульованої рекреації регіонального ландшафтного парку «Дніпровські острови». Натомість, у зв’язку зі своєю цінністю цей ізольований дикий острів, має бути включений до заповідної зони національного природного парку «Дніпровські острови».
1. 1 2  Парнікоза, Іван. Малі острови на Дніпрі. Частина 4. Мислене древо. Микола Жарких. Процитовано 4.01.2023.
2. ↑  Парнікоза, Іван. Зонування розширеного регіонального ландшафтного – проектованого національного природного парку «Дніпровські острови». Мислене древо. Микола Жарких. Процитовано 15.01.2023.